# Canton de La Selle-sur-le-Bied
Le canton de La Selle-sur-le-Bied est une ancienne division administrative française du district de Montargis situé dans le département du Loiret.

## Histoire
Le canton est créé le 10 février 1790 sous la Révolution française.
Le canton disparaît en 1801 (9 vendémiaire, an X) sous le Consulat ; Bazoches, La Chapelle-Sépulcre, Courtemault, Louzouer, Mérinville, Pers, Rosoy-le-Vieil, Saint-Loup-de-Gonois, La Selle-sur-le-Bied et Thorailles sont reversées dans le canton de Courtenay ; Griselles intègre le canton de Ferrières.

## Géographie
Le canton de La Selle-sur-le-Bied comprend les onze communes suivantes : Bazoches, La Chapelle-Sépulcre, Courtemault, Griselles, Louzouer (ou Louzoner), Mérinville, Pers, Rosoy-le-Vieil, Saint-Loup-de-Gonois, La Selle-sur-le-Bied et Thorailles.